# カテコールジオキシゲナーゼ
カテコールジオキシゲナーゼ (catechol dioxygenases) は、カテコール類を酸化的開裂させる金属タンパク質酵素群である。この酵素群は基質に酸素分子（O2）を組み込む。カテコールジオキシゲナーゼは酸化還元酵素の一つで、カテコール-1,2-ジオキシゲナーゼとカテコール-2,3-ジオキシゲナーゼとプロトカテク酸-3,4-ジオキシゲナーゼの3種類がある。カテコールジオキシゲナーゼの活性部位はだいたいは鉄を含む部分であるが、マンガンを含む型も知られている。
カテコール-2,3-ジオキシゲナーゼがコードされているPseudomonas putida（グラム陰性菌の一種）のxylE遺伝子は、遺伝子発現の量を計測するレポーターとして頻繁に用いられる。

## 酵素反応
カテコール-1,2-ジオキシゲナーゼの反応によりカテコールからcis,cis-ムコン酸が生成する例。